# Józef Zubek
Józef Zubek (4 tháng 3 năm 1914 – 6 tháng 11 năm 1988) là một quân nhân và vận động viên trượt tuyết Ba Lan.
Zubek sinh ra ở Koscielisko trong một gia đình có bố mẹ là vận động viên trượt tuyết. Ông là vận động viên trượt tuyết đổ đèo và trượt tuyết nhảy xa của đội SN PTT-1907 Klub Sportowy Kemping Zakopane. Tại Thế vận hội Mùa đông 1960 và Giải vô địch trượt tuyết thế giới FIS Bắc Âu 1939, ông là huấn luyện của đội tuyển trượt tuyết băng đồng. Ông cũng làm hướng dẫn viên leo núi cho Club Wysokogórskiego, và sau này là huấn luyện viên trượt tuyết và trượt tuyết băng đồng cho SN và KS Kolejarz PTT.
Năm 1969, ông được trao giải Master of Sport, và trở thành thành viên danh dự của SN PTT Zakopane năm 1980. Ông qua đời ở Zakopane.